# 内田錬平
内田 錬平（うちだ れんぺい、1991年4月26日 - ）は、北海道旭川市出身のサッカー選手。ポジションはDF（センターバック）。

## 来歴
小学校入学とともに地元のサッカークラブに入団し、その後コンサドーレ札幌ユースであるコンサドーレ旭川U-15に入団したがユースへの昇格を果たせず、旭川実業高等学校を経て金沢星稜大学へ進学しサッカーを続けた。
2013年、大学4年時にはサッカー部キャプテンを務め、総理大臣杯全日本大学サッカートーナメントで同大学を初勝利に導き、第27回デンソーカップチャレンジサッカーでは東海・北信越選抜の一員として出場した。
同年5月よりJ2・カターレ富山に練習生として参加、8月にクラブ初 のJFA・Jリーグ特別指定選手として登録された。登録直後のJ2第32節、対愛媛FC戦にて先発でJリーグ初出場を果たした。12月、2014年シーズンからのカターレ富山への入団内定が発表された。コンサドーレ旭川U-15出身で初のJリーグプロ契約選手である。
2016年シーズン終了をもって契約を満了、退団した。
2017年よりアミティエSC京都へ加入した。
2020年、栃木シティFCへ完全移籍。

## 人物
- 当初ポジションはMF（ボランチ）だったが、コンサドーレ旭川U-15在籍時にDFにコンバートされた[2]。
- 大学1年および2年時と2度怪我を負いサッカーができない時期が続いたが、その間筋肉トレーニングに励み、復帰後は周囲が驚くほどスピードがついた[2][13]。カターレ富山の練習に参加した際、選手全員で行った10分走で2位、3分走では1位になり、富山の関係者を驚かせた[4]。

## 所属クラブ
- FCアミスタ
- 旭川ネイバーズFC
- コンサドーレ旭川U-15（1期生）[2]
- 旭川実業高等学校
- 金沢星稜大学
  - 2013年8月 - 同年12月 カターレ富山（特別指定選手）
- 2014年 - 2016年　カターレ富山
- 2017年 - 2019年 アミティエSC京都/おこしやす京都AC
- 2020年 - 栃木シティFC

## 個人成績
| 国内大会個人成績 | 国内大会個人成績 | 国内大会個人成績 | 国内大会個人成績 | 国内大会個人成績 | 国内大会個人成績 | 国内大会個人成績 | 国内大会個人成績 | 国内大会個人成績 | 国内大会個人成績 | 国内大会個人成績 | 国内大会個人成績 |
| 年度             | クラブ           | 背番号           | リーグ           | リーグ戦         | リーグ戦         | リーグ杯         | リーグ杯         | オープン杯       | オープン杯       | 期間通算         | 期間通算         |
| 年度             | クラブ           | 背番号           | リーグ           | 出場             | 得点             | 出場             | 得点             | 出場             | 得点             | 出場             | 得点             |
| 日本             | 日本             | 日本             | 日本             | リーグ戦         | リーグ戦         | リーグ杯         | リーグ杯         | 天皇杯           | 天皇杯           | 期間通算         | 期間通算         |
| ---------------- | ---------------- | ---------------- | ---------------- | ---------------- | ---------------- | ---------------- | ---------------- | ---------------- | ---------------- | ---------------- | ---------------- |
| 2013             | 富山             | 29               | J2               | 3                | 0                | -                | -                | -                | -                | 3                | 0                |
| 2014             | 富山             | 29               | J2               | 2                | 0                | -                | -                | 0                | 0                | 2                | 0                |
| 2015             | 富山             | 13               | J3               | 30               | 2                | -                | -                | -                | -                | 30               | 2                |
| 2016             | 富山             | 13               | J3               | 10               | 1                | -                | -                | 1                | 0                | 11               | 1                |
| 2017             | A京都/お京都     | 4                | 関西1部          | 14               | 4                | -                | -                | 1                | 0                | 15               | 4                |
| 2018             | A京都/お京都     | 4                | 関西1部          | 13               | 3                | -                | -                | 1                | 0                | 14               | 3                |
| 2019             | A京都/お京都     | 4                | 関西1部          | 14               | 4                | -                | -                | -                | -                | 14               | 4                |
| 2020             | 栃木C            | 2                | 関東1部          | 8                | 0                | -                | -                | 1                | 1                | 9                | 1                |
| 2021             | 栃木C            | 4                | 関東1部          | 16               | 2                | -                | -                | 2                | 0                | 18               | 2                |
| 2022             | 栃木C            | 4                | 関東1部          | 14               | 0                | -                | -                | -                | -                | 14               | 0                |
| 2023             | 栃木C            | 4                | 関東1部          | 16               | 2                | -                | -                | 2                | 0                | 18               | 2                |
| 2024             | 栃木C            | 4                | JFL              | 10               | 1                | -                | -                | 0                | 0                | 10               | 1                |
| 2025             | 栃木C            | 4                | J3               |                  |                  |                  |                  |                  |                  |                  |                  |
| 通算             | 日本             | 日本             | J2               | 5                | 0                | -                | -                | 0                | 0                | 5                | 0                |
| 通算             | 日本             | 日本             | J3               | 40               | 3                | -                | -                | 1                | 0                | 41               | 3                |
| 通算             | 日本             | 日本             | JFL              | 10               | 1                | -                | -                | 0                | 0                | 10               | 1                |
| 通算             | 日本             | 日本             | 関西1部          | 41               | 11               | -                | -                | 2                | 0                | 43               | 11               |
| 通算             | 日本             | 日本             | 関東1部          | 54               | 4                | -                | -                | 5                | 1                | 59               | 5                |
| 総通算           | 総通算           | 総通算           | 総通算           | 150              | 19               | -                | -                | 8                | 1                | 158              | 20               |

- Jリーグ初出場 - 2013年9月1日 J2 第32節 対愛媛FC戦（ニンスタ） 先発
- Jリーグ初得点 - 2015年5月24日 J3 第13節 対福島ユナイテッドFC戦（富山）

## 個人タイトル
- 北信越大学サッカーリーグベストイレブン（2012年度、2013年度）[2]
- 関西サッカーリーグ Division1 ベスト11（2017年）[14]

## 代表・選抜歴
- 2013年 第27回デンソーカップチャレンジサッカー 東海・北信越選抜[6]